# Roc Nation
Roc Nation ist ein von Jay-Z gegründetes US-amerikanisches Plattenlabel.

## Geschichte
Im April 2008 arbeitete Live Nation mit Jay-Z zusammen, um Roc Nation zu kreieren. Roc Nation hat ein Sublabel namens Star Roc und eine Entertainment-Firma namens Takeover Roc Nation, das sich im Vereinigten Königreich befindet, um neben Großbritannien auch Europa abzudecken; Roc Nation vertreibt seine Platten mit Sony Music Entertainment und arbeitet zusammen mit Live Nation. Nachdem Jay-Z das Mixtape The Warm Up hörte, wurde J. Cole der erste Künstler, der von Roc Nation unter Vertrag genommen worden war. Mit Roc Nation Sports gibt es darüber hinaus auch eine angeschlossene Sportagentur, welche Profisportler aus verschiedenen Bereichen betreut.

## Künstler

### Künstler unter Vertrag
| Künstler        | Jahr der Vertragsunterschreibung | Roc Nation Alben | Star Roc Alben |
| --------------- | -------------------------------- | ---------------- | -------------- |
| Jay-Z           | Gründer                          | 2                | —              |
| J. Cole         | 2009                             | 1                | —              |
| Alexis Jordan   | 2010                             | —                | 1              |
| Bridget Kelly   | 2010                             | —                | —              |
| Hugo            | 2010                             | 1                | —              |
| Jay Electronica | 2010                             | —                | —              |
| Rita Ora        | 2010                             | 1                | —              |
| Willow Smith    | 2010                             | —                | —              |
| K Koke          | 2011                             | —                | —              |
| Kenan Williams  | 2012                             | 2                | —              |
| Vic Mensa       | 2015                             | —                | —              |

### Verwaltete Künstler
- Beyoncé[23][24][25]
- K Koke[26][27]
- Mark Ronson[28][29]
- Melanie Fiona[30][31][32]
- Rihanna[33][34][35]
- Santigold[36]
- Shakira[37]
- The Ting Tings[38][39][40]
- Tinchy Stryder[4]
- Wale[41]
- Jim Jones

### Verwaltete Songwriter
- Andrea Martin[42]
- Carmen Key[43]
- Chase J[44]
- Clay Morrison[45]
- James Fauntleroy II[46]
- J Angel[47]
- Makeba Riddick[48][49]
- Philip Lawrence[50]

### Verwaltete Produzenten
- Ben Harrison[51]
- Chase & Status[52][53]
- Clay Morrison[45] D
- Dave McCracken[54]
- Deputy[55]
- Lab Ox[56]
- Music Kidz[57]
- No I.D.[58]
- Noisia[59]
- Peter Ibsen[60]
- S1[61]
- Shux[62]
- Stargate[63]

### Verwaltete DJs
- D-Nice[64]
- Harley Viera-Newton[65]
- Mark Ronson[66]
- Samantha Ronson[67]
- Solange Knowles[68]

### Audio-Ingenieure
- Marcos Torvar[69]
- Rob Kinelski[70]

### Mixing-/Mastering-Ingenieure
- Dave Pensado[71]
- Laura Maria Biagiotti[72]